# 北斗開基祖廟福德祠
23°52′20″N 120°31′24″E / 23.872173°N 120.523244°E
北斗開基祖廟福德祠，又名福安宮，是位於臺灣彰化縣北斗鎮新政里的土地祠，被列為彰化縣歷史建築。北斗街是以該祠與北斗奠安宮為中心來發展。

## 建立
北斗開基祖廟福德祠建在北斗鎮斗苑路與福安巷交叉口，又名「福安宮」。廟身坐西北朝東南，為單進單開間建築，前設拜亭。
嘉慶十一年（1806年），東螺街（今溪州鄉舊眉、圳寮村一帶）居民遷徙至寶斗，創建北斗街。地方文史工作者謝瑞隆表示，依漢族習慣，每遷移到新地必先祭祀地基主，由戶擴大成街或村里才會設立土地祠，形成繁榮的街肆才創建媽祖廟，據此推論福安宮的創建更早於北斗奠安宮。還有說此土地祠初建於康熙五十八年（1719年），比北斗建街還早。
依嘉慶十三年（1808年）的東螺西保北斗街碑記載，福安宮與奠安宮為北斗建街時籌畫的指標性廟宇。北斗街的發展便以此兩廟為中心來規劃。學者們在奠安宮史料中，發現早年記錄總是伴隨著福安宮出現，後者廟產一直登記在奠安宮管理委員會名下。

## 維護
臺灣戰後初期，許多寺廟管理人不知去向，廟宇由政府代管，小吃業者許玉昆就在北斗鎮公所代管的福安宮廟埕落腳，繳租金開設餐飲店，取名「福安小吃部」。廟埕周邊六家餐飲店和小吃攤共同維護此廟清潔，輪流擔任執事。明道管理學院學生調查地方特色餐飲時，還曾替福安小吃部製作影片，推薦廟裡小吃的特殊飲食文化。
廟身雖經多次修建，仍保存木構建築，在木門有一體成型的立體透空雕刻、屋脊有作工精緻的剪黏。過去此祠因被住宅及攤販圍住，以致目標不明顯，經廟方與店家溝通，店家遷往對面營業。管委會也出資補償占用的違建戶，拆除占據廟埕的違建，整修恢復廟宇舊觀。2010年7月23日，彰化縣政府文化局舉辦彰化縣99年度第3次古蹟指定、歷史建築登錄與其他文化資產審議工作，會中審核此廟的歷史建築資格。次月報導時，此廟被列為彰化縣歷史建築，且是63座中唯一的土地公廟。
2012年2月13日，廟方於廟埕廣場旁的私人矮房門口前，架設設寬約十公尺、高三公尺的鋼架圍牆，造成方姓住戶出入得繞道，引發抗議。對此，奠安宮管委會主委王昭彰回應，圍牆所在處地權屬於廟方所有，為了讓福安宮景觀內外有別才設圍牆，但願意稍微退縮，不過廣場面積有限，能退的其實不多，會把住戶意見轉交給其他委員，最後由委員會來定奪。

## 祭祀
此廟為北斗鎮的公廟，祭祀圈包括北斗街全境，每年農曆二月初二、八月十五、十二月十六日為該廟主要例祭日，以八月十五最為盛大。鎮民辦喜事時，會來迎請此廟土地公、土地婆到家中享祀，因此附近小吃攤還曾集資聘多刻數尊土地公備用，以免廟中無神像。

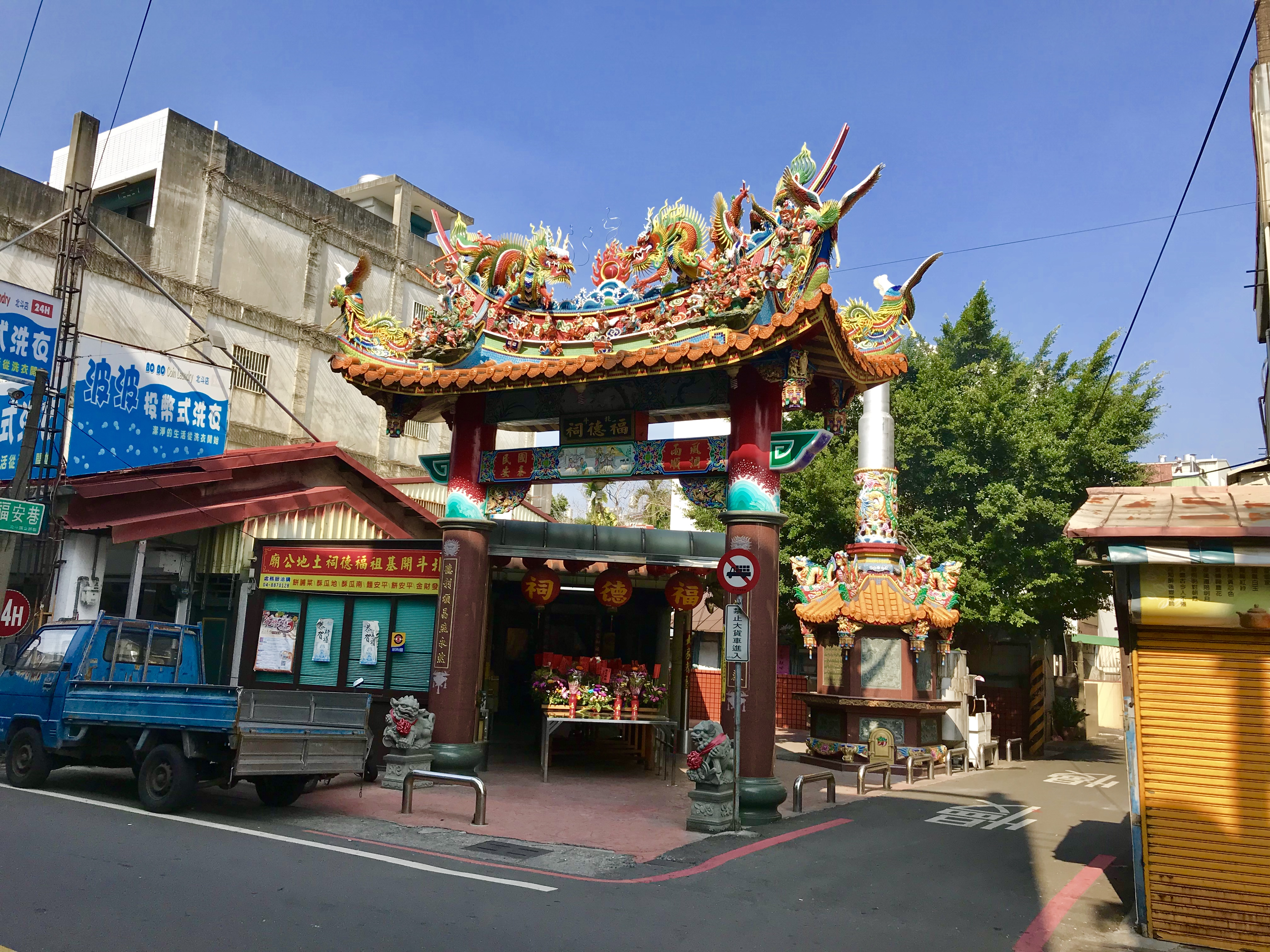
牌樓
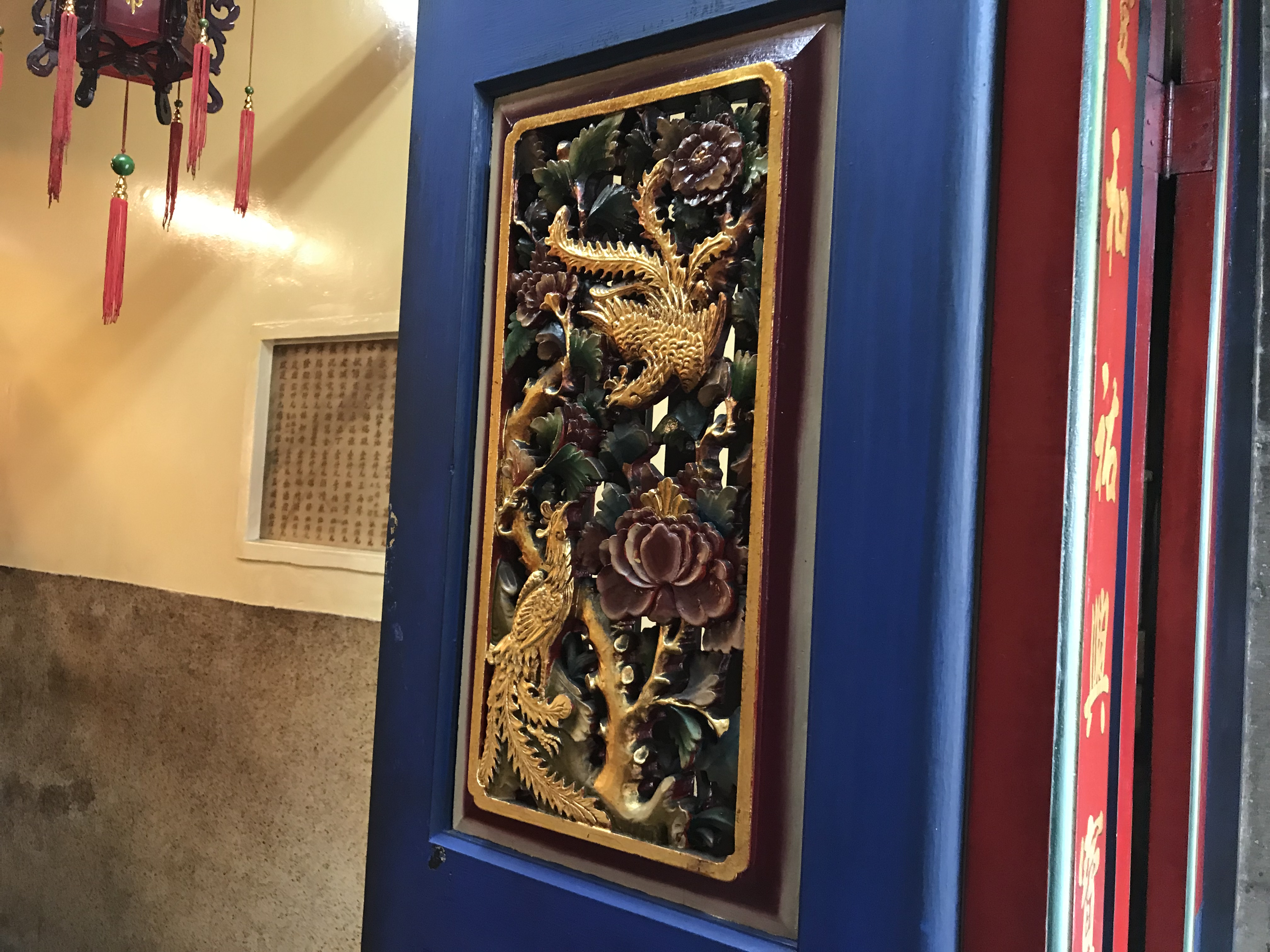
雕飾
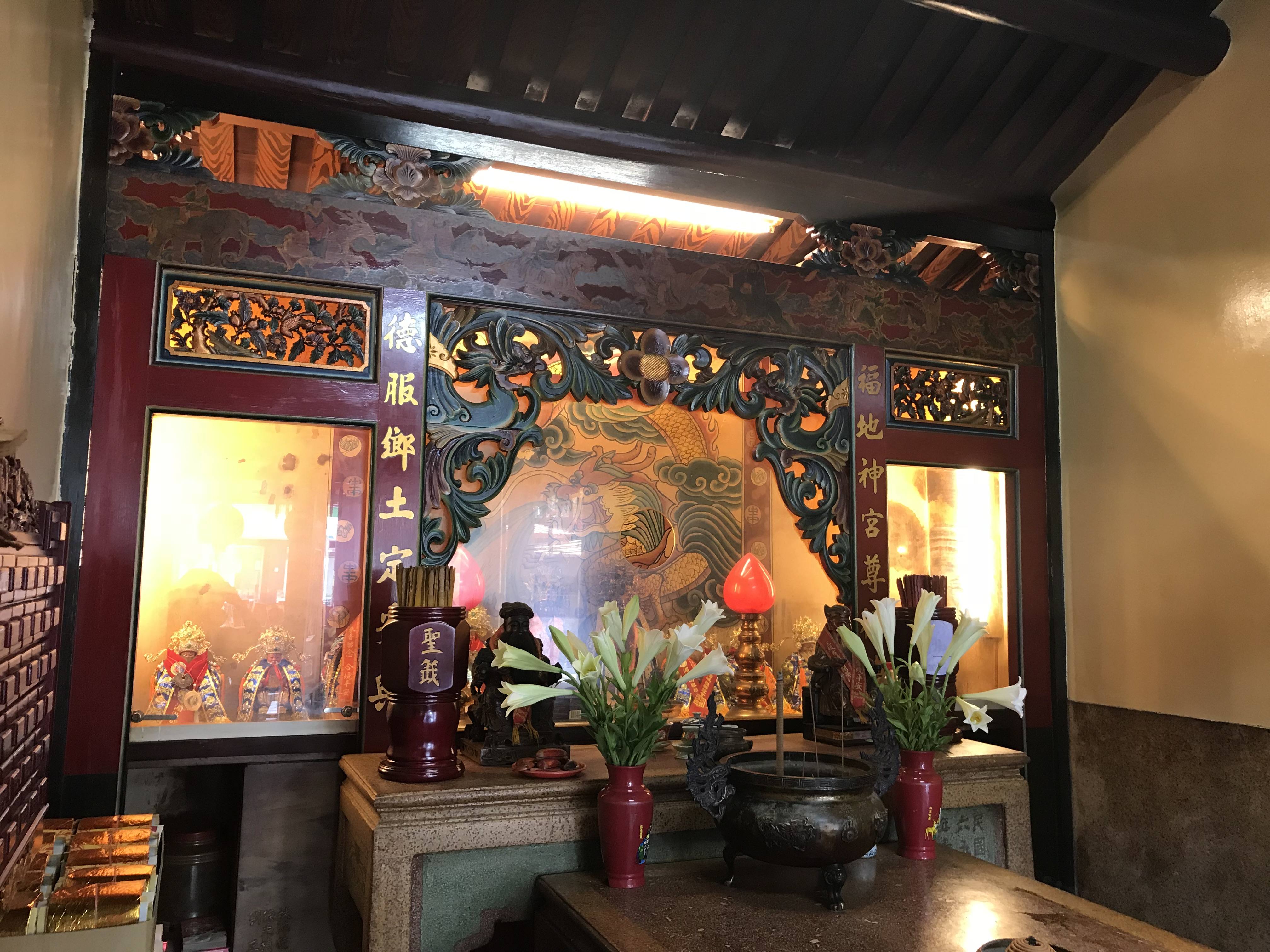
神像
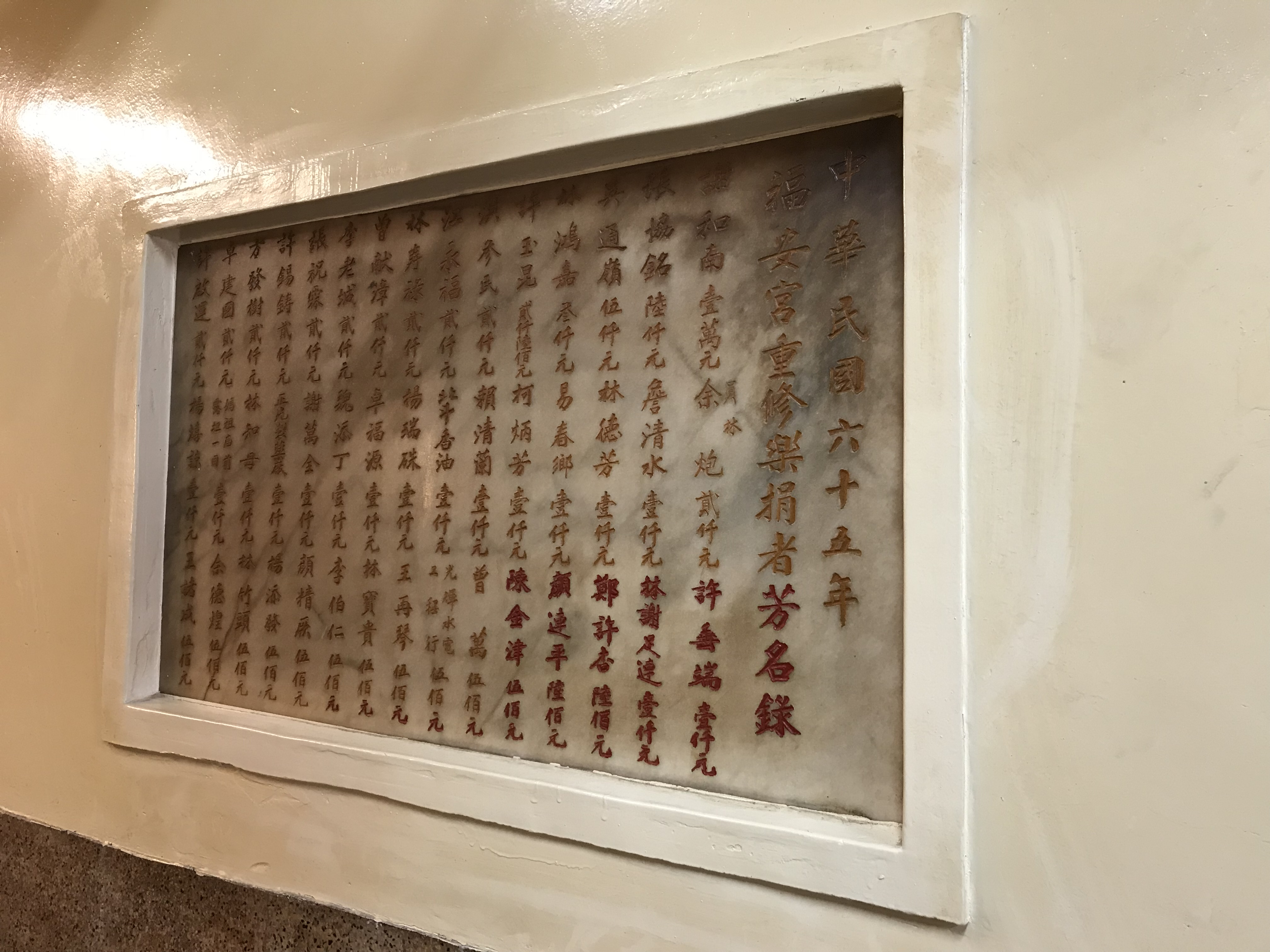
1976年曾重修。